# Eduardo Serrano
Andrés Eduardo Serrano Acevedo (ur. 30 listopada 1943 w Caracas, Wenezuela) –  aktor pochodzenia wenezuelskiego. W Polsce znany m.in. z telenowel: Niezapomniana (1996), Anita (2004-2005), Prawo pożądania (2005) oraz Miłość jak czekolada (2007).

## Filmografia
- 2007: Miłość jak czekolada (Dame chocolate) jako Lorenzo Flores
- 2006: Ferrando, de pura sangre
- 2006: El desprecia jako Israel Santa María
- 2005: Decisiones
- 2005: Prawo pożądania (El Cuerpo del Deseo) jako Felipe Madero
- 2005: Anita (¡Anita, no te rajes!) jako Emiliano Contreras
- 2002: Juana la virgen jako Rogelio Vivas
- 2001: Viva la Pepa jako Ulises Graziani
- 2001: Tosca, la verdadera historia jako Mario Cavaradossi
- 2001: Soledad jako Gonzalo
- 2000: Juegos bajo la luna
- 2000: Muñeca de trapo jako Eugeni Arteaga
- 1999: Mujercitas jako Cristóbal
- 1998: Cambio de piel jako Jose Ignacio Quintana
- 1996: Niezapomniana (La inolvidable) jako Maximiliano Montero
- 1996: Volver a vivir jako Bruno Santander
- 1992: Piel jako Max
- 1990: Emperatriz jako Leónidas
- 1989: La sombra de Piera
- 1988: Amor de abril
- 1987: Y la luna también
- 1985: Las amazonas jako Rodrigo Ignacio Izaguirre Campos
- 1985: El sol sale para todos
- 1984: Cangrejo II
- 1982: Querida mamá jako Rodrigo Márquez Terán
- 1979: Emilia jako Alejandro Aguirre
- 1978: Daniela jako Gustavo
- 1977: La zulianita jako Hernan
- 1977: Laura y Virginia jako Fernando Lujan Quiroga
- 1976: Cumbres borrascosas jako Edgardo Linton
- 1975: Mamá
- 1973: Mily jako Diego